# Seven Days – Das Tor zur Zeit
Seven Days – Das Tor zur Zeit (Originaltitel: Seven Days) ist eine US-amerikanisch-kanadische Science-Fiction-Fernsehserie, die von Zeitreisen handelt. Die Idee zur Serie stammt von Christopher Crowe.

## Handlung
Eine geheime Abteilung der National Security Agency hat aus der Technologie des in Roswell abgestürzten außerirdischen Raumschiffs (siehe Roswell-Zwischenfall) eine Maschine – Zeitkapsel genannt – entwickelt, mit der es möglich ist, einen Menschen bis zu sieben Tage in die Vergangenheit zu schicken.
Frank Parker, ein speziell für diese Mission aus einer Militärpsychiatrie geholter ehemaliger Elitesoldat, macht mit Hilfe dieser Technologie Terroranschläge und andere Katastrophen rückgängig. Unterstützt wird er dabei von der russischen Wissenschaftlerin Olga Vukavitch und seinem alten Kampfgefährten Craig Donovan.
Der Ablauf der einzelnen Folgen ist meistens identisch. Eine schwere Katastrophe (meist durch Terroristen oder Kriminelle ausgelöst) trifft die USA und soll durch Frank Parker verhindert werden. Parker wird dazu in der Zeit zurückgeschickt und meldet sich nach seiner Ankunft in der Vergangenheit telefonisch bei der NSA, um Informationen über den Auslöser der Katastrophe und Details zur Verhinderung weiterzugeben. Darüber hinaus engagiert sich Parker allerdings auch aktiv in der Verhinderung der Katastrophe, wobei er immer wieder durch sein undiszipliniertes Vorgehen Probleme verursacht, letztendlich aber die Katastrophe immer verhindert. Einzelne Folgen der Serie wandeln dieses Schema ab, in dem sie u. a. die theoretischen Besonderheiten von Zeitreisen und deren Auswirkungen auf die Missionen von Parker behandeln.

## Figuren

### Frank Parker
Lieutenant Sir (durch Ritterschlag in der zweiten Staffel) Frances „Frank“ Bartholomew Parker (Deckname Cassiopeia) ist der Hauptakteur der Serie. Er reist in jeder Folge durch die Zeit, um eine Katastrophe zu verhindern. Dabei passieren im Zeitloch stets Dinge, die ihm die Verhinderung erschweren. So wird er in einer Episode zu einem Kind transformiert, in einer anderen Folge findet er sich in einem fremden Körper wieder. Vor seiner Karriere war er bei den United States Navy SEALs in Somalia stationiert und trug schwere psychische Folgen von einer Geiselnahme mit. Dies jedoch verleiht ihm eine starke Psyche, weswegen er für die Einsätze ausgewählt wird. Er neigt mitunter zu undiszipliniertem Verhalten. In der deutschen Synchronisation wird er von Florian Krüger-Shantin gesprochen.

### Olga Vukavich
Dr. Olga Vukavich ist eine Wissenschaftlerin aus Russland. Sie empfindet mitunter starke Liebe für Frank Parker. Sie ist mitleitend im Projekt und hilft Frank Parker in seinen Einsätzen. In der deutschen Synchronisation wird sie von Daniela Hoffmann gesprochen.

## Besetzung und Synchronisation
Die deutschsprachige Synchronisation entstand unter der Dialogregie von Evelyn Hippmann und den Dialogbüchern von Karl Zimmering und Florian Krüger-Shantin im Auftrag der Synchronfirma Cinephon in Berlin.
| Rolle                  | Schauspieler      | Synchronsprecher                                               | Hauptrolle (Episoden) |
| ---------------------- | ----------------- | -------------------------------------------------------------- | --------------------- |
| Lt. Frank Parker       | Jonathan LaPaglia | Florian Krüger-Shantin                                         | 1x01–3x22             |
| Cpt. Craig Donovan     | Don Franklin      | Oliver Feld                                                    | 1x01–3x22             |
| Dr. Olga Vukavitch     | Justina Vail      | Daniela Hoffmann                                               | 1x01–3x22             |
| Nate Ramsey            | Nick Searcy       | Bodo Wolf                                                      | 1x01–3x22             |
| Dr. Bradley Talmadge   | Alan Scarfe       | Christian Rode                                                 | 1x01–3x22             |
| Dr. Isaac Mentnor      | Norman Lloyd      | Hermann Ebeling (Staffel 1 Friedrich G. Beckhaus (Staffel 2–3) | 1x01–3x22             |
| Dr. John Ballard       | Sam Whipple       | Uwe Büschken                                                   | 1x01–2x23             |
| Andrew „Hooter“ Owsley | Kevin Christy     | Gerrit Schmidt-Foß                                             | 3x01–3x22             |

## Episoden
Von der Serie wurden drei Staffeln mit 21, 23 und 22 Folgen produziert und von UPN ausgestrahlt. Die erste Staffel wurde in Kalifornien in den USA gedreht, die zweite und dritte Staffel in British Columbia in Kanada. Im Mai 2001 wurde die Serie, trotz des Interesses von UPN an weiteren Episoden, eingestellt.
Die deutschsprachige Erstausstrahlung aller drei Staffeln sendete ProSieben. Zwei Folgen der dritten Staffel wurden jedoch erstmals bei einer späteren Wiederholung der Serie auf dem Sender Kabel 1 ausgestrahlt.
| Nr. (ges.) | Nr. (St.) | Deutscher Titel              | Originaltitel                | Erstausstrahlung USA | Deutschsprachige Erstausstrahlung (D) |
| ---------- | --------- | ---------------------------- | ---------------------------- | -------------------- | ------------------------------------- |
| 1          | 1         | Operation Zeitsprung, Teil 1 | Pilot (1)                    | 7. Okt. 1998         | 11. Jan. 2000                         |
| 2          | 2         | Operation Zeitsprung, Teil 2 | Pilot (2)                    | 7. Okt. 1998         | 11. Jan. 2000                         |
| 3          | 3         | Der lautlose Tod             | The Gettysburg Virus         | 14. Okt. 1998        | 17. Jan. 2000                         |
| 4          | 4         | Gefangen in der Zeit         | Come Again?                  | 21. Okt. 1998        | 24. Jan. 2000                         |
| 5          | 5         | Der Rivale                   | Vows                         | 28. Okt. 1998        | 31. Jan. 2000                         |
| 6          | 6         | Der Doppelgänger, Teil 1     | Doppleganger (1)             | 4. Nov. 1998         | 7. Feb. 2000                          |
| 7          | 7         | Der Doppelgänger, Teil 2     | Doppleganger (2)             | 11. Nov. 1998        | 14. Feb. 2000                         |
| 8          | 8         | Tödliche Tarnung             | Shadow Play                  | 18. Nov. 1998        | 21. Feb. 2000                         |
| 9          | 9         | Tod aus der Zukunft          | As Time Goes By              | 25. Nov. 1998        | 28. Feb. 2000                         |
| 10         | 10        | Lebende Zeitbomben           | Sleepers                     | 16. Dez. 1998        | 6. März 2000                          |
| 11         | 11        | Tod aus den Wolken           | HAARP Attack                 | 27. Jan. 1999        | 13. März 2000                         |
| 12         | 12        | Fanatisch                    | Last Card Up                 | 3. Feb. 1999         | 20. März 2000                         |
| 13         | 13        | Russisches Roulette          | Last Breath                  | 10. Feb. 1999        | 3. Apr. 2000                          |
| 14         | 14        | Jenseits des Todes           | Parkergeist                  | 24. Feb. 1999        | 10. Apr. 2000                         |
| 15         | 15        | Hinter feindlichen Linien    | Daddy’s Girl                 | 3. März 1999         | 17. Apr. 2000                         |
| 16         | 16        | Die Furie                    | There’s Something About Olga | 31. März 1999        | 8. Mai 2000                           |
| 17         | 17        | Der Schamane                 | A Dish Best Served Cold      | 21. Apr. 1999        | 15. Mai 2000                          |
| 18         | 18        | Millionenraub in Vegas       | Vegas Heist                  | 5. Mai 1999          | 22. Mai 2000                          |
| 19         | 19        | Mutanten                     | EBEs                         | 12. Mai 1999         | 29. Mai 2000                          |
| 20         | 20        | Jasmine                      | Walter                       | 19. Mai 1999         | 5. Juni 2000                          |
| 21         | 21        | Das Opfer                    | Lifeboat                     | 26. Mai 1999         | 19. Juni 2000                         |

| Nr. (ges.) | Nr. (St.) | Deutscher Titel                   | Originaltitel                   | Erstausstrahlung USA | Deutschsprachige Erstausstrahlung (D) |
| ---------- | --------- | --------------------------------- | ------------------------------- | -------------------- | ------------------------------------- |
| 22         | 1         | Das Orakel                        | The Football                    | 29. Sep. 1999        | 12. Sep. 2000                         |
| 23         | 2         | Pinball – Tödliches Spiel         | Pinball Wizard                  | 6. Okt. 1999         | 19. Sep. 2000                         |
| 24         | 3         | Sex online                        | Parker.com                      | 13. Okt. 1999        | 29. Sep. 2000                         |
| 25         | 4         | Giftgas!                          | For the Children                | 20. Okt. 1999        | 17. Okt. 2000                         |
| 26         | 5         | Zwei Hochzeiten und ein Todesfall | Two Weddings and a Funeral      | 3. Nov. 1999         | 10. Okt. 2000                         |
| 27         | 6         | Die Rache des Alien               | Walk Away                       | 10. Nov. 1999        | 31. Okt. 2000                         |
| 28         | 7         | Die falsche Nonne                 | Sister’s Keeper                 | 17. Nov. 1999        | 24. Okt. 2000                         |
| 29         | 8         | Engel des Satans                  | The Collector                   | 24. Nov. 1999        | 17. Nov. 2000                         |
| 30         | 9         | Lord Parker                       | Love and Other Disasters        | 15. Dez. 1999        | 14. Nov. 2000                         |
| 31         | 10        | Kalte Krieger                     | The Devil and the Deep Blue Sea | 5. Jan. 2000         | 21. Nov. 2000                         |
| 32         | 11        | Der Gremlin                       | Time Gremlin                    | 12. Jan. 2000        | 28. Nov. 2000                         |
| 33         | 12        | Sein letzter Kampf                | Buried Alive                    | 9. Feb. 2000         | 5. Dez. 2000                          |
| 34         | 13        | Kollision am Himmel               | The Backstepper’s Apprentice    | 16. Feb. 2000        | 12. Dez. 2000                         |
| 35         | 14        | Tausend Tode                      | Deja Vu All Over Again          | 23. Feb. 2000        | 19. Dez. 2000                         |
| 36         | 15        | Tragödie im All                   | Space Station Down              | 1. März 2000         | 30. Apr. 2001                         |
| 37         | 16        | Knock Out                         | The Cuban Missile               | 22. März 2000        | 25. Juni 2001                         |
| 38         | 17        | Wunderkind X-35                   | X-35 Needs Changing             | 5. Apr. 2000         | 7. Mai 2001                           |
| 39         | 18        | Bruderkrieg                       | Brother, Can You Spare a Bomb?  | 19. Apr. 2000        | 14. Mai 2001                          |
| 40         | 19        | Seine Heiligkeit Frank B.         | Pope Parker                     | 26. Apr. 2000        | 21. Mai 2001                          |
| 41         | 20        | Hexensabbat                       | Witch Way to the Prom           | 3. Mai 2000          | 11. Juni 2001                         |
| 42         | 21        | Zeichen und Wunder                | Mr. Donovan’s Neighborhood      | 10. Mai 2000         | 28. Mai 2001                          |
| 43         | 22        | Sympathie für den Teufel          | Playmates and Presidents        | 17. Mai 2000         | 18. Juni 2001                         |
| 44         | 23        | Der Mann aus der Zukunft          | The Cure                        | 24. Mai 2000         | 2. Juli 2001                          |

| Nr. (ges.) | Nr. (St.) | Deutscher Titel           | Originaltitel             | Erstausstrahlung USA | Deutschsprachige Erstausstrahlung (D) |
| ---------- | --------- | ------------------------- | ------------------------- | -------------------- | ------------------------------------- |
| 45         | 1         | Die wilden 70er           | Stairway to Heaven        | 11. Okt. 2000        | 9. Juli 2001                          |
| 46         | 2         | Einsatz ohne Mandat       | Peacekeepers              | 18. Okt. 2000        | 26. Aug. 2001                         |
| 47         | 3         | Jagd auf Sexy Sadie       | Rhino                     | 25. Okt. 2000        | 6. Aug. 2001                          |
| 48         | 4         | Tödlicher Wahnsinn        | The Dunwych Madness       | 1. Nov. 2000         | 16. Juli 2001                         |
| 49         | 5         | Alaska brennt             | Olga’s Excellent Vacation | 8. Nov. 2000         | 23. Juli 2001                         |
| 50         | 6         | Parker außer Atem         | Deloris Demands           | 15. Nov. 2000        | 30. Juli 2001                         |
| 51         | 7         | Religiöse Fanatiker       | The Fire Last Time        | 22. Nov. 2000        | 29. Juli 2001                         |
| 52         | 8         | Bomben auf Neverland      | Tracker                   | 20. Dez. 2000        | 15. Juli 2001                         |
| 53         | 9         | Gummizelle                | Top Dog                   | 3. Jan. 2001         | 22. Juli 2001                         |
| 54         | 10        | Der waffenlose Tod        | Adam & Eve & Adam         | 10. Jan. 2001        | 13. Aug. 2001                         |
| 55         | 11        | Verrat im Weißen Haus     | Head Case                 | 31. Jan. 2001        | 1. Juli 2002                          |
| 56         | 12        | Die schöne Diebin         | Raven                     | 7. Feb. 2001         | 20. Aug. 2001                         |
| 57         | 13        | Goldener Käfig            | The First Freshman        | 14. Feb. 2001        | 27. Aug. 2001                         |
| 58         | 14        | Teuflisches Spiel         | Revelation                | 21. Feb. 2001        | 3. Sep. 2001                          |
| 59         | 15        | Animalische Triebe        | Crystal Blue Persuasion   | 28. Feb. 2001        | 10. Sep. 2001                         |
| 60         | 16        | Mollys Visionen           | Empty Quiver              | 21. März 2001        | 5. Aug. 2002                          |
| 61         | 17        | Spiegelwelt               | Kansas                    | 28. März 2001        | 17. Sep. 2001                         |
| 62         | 18        | Der letzte Countdown      | The Final Countdown       | 4. Apr. 2001         | 8. Juli 2002                          |
| 63         | 19        | Die Sterne lügen          | The Brink                 | 8. Mai 2001          | 19. Aug. 2002                         |
| 64         | 20        | Die Geheimwaffe           | Sugar Mountain            | 15. Mai 2001         | 22. März 2004                         |
| 65         | 21        | Mütterchen Russland       | Born in the USSR          | 22. Mai 2001         | 29. März 2004                         |
| 66         | 22        | Besuch aus der Todeszelle | Live: From Death Row      | 29. Mai 2001         | 12. Aug. 2002                         |

## Trivia
Die Serie bezieht sich an mehreren Stellen auf das damals noch fiktive Element 115 des Periodensystems, das in der Realität erst im Jahr 2004 entdeckt und 2016 Moscovium genannt wurde.
Thematisch verwandte Filme, bei denen es um „Zeitreisen“ zur Aufklärung/Verhinderung von Verbrechen geht, sind Timecop (1994), Frequency (2000), Minority Report (2002), Next (2007) und Source Code (2011) sowie Déjà Vu – Wettlauf gegen die Zeit (2006).